# La Venere di Cheronea
La Venere di Cheronea è un film del 1957 diretto da Giorgio Venturini e da Viktor Turžanskij.

## Trama
Durante la guerra tra Grecia e la Macedonia, Luciano, capitano dell'esercito macedone, viene ferito e soccorso da Iride una giovane ragazza che lo porta in casa dello scultore Prassitele per il quale posa come Afrodite, la dea dell'amore. Luciano guarisce presto e si innamora della ragazza, solo adesso nello scultore nasce una forte gelosia e quando, nonostante le sue richieste, i due giovani fuggono lui non esita a denunciarli ai soldati greci che dopo averli raggiunti colpiscono il giovane che credono morto e riportano la ragazza dallo scultore. 
Iride sfoga tutta la sua rabbia contro lo scultore e per dimenticare il suo amore si concede a vari soldati.
Nel frattempo i Macedoni avanzano e giunti in casa dello scultore lo uccidono senza rendersi conto di chi si tratti.
Tempo dopo Iride ritorna a casa dello scultore e mentre ammira la statua incompiuta per la quale aveva posato entra anche Luciano che non era morto. Nonostante sia ancora innamorata dopo averle raccontato i suoi trascorsi fugge convinta di non meritare il suo amore con l'intenzione di uccidersi ma lui la raggiunge: anche lui non ha mai dimenticato il suo amore e le perdona il suo passato.